# Wahlkreis Spandau 3
Der Wahlkreis Spandau 3 ist ein Abgeordnetenhauswahlkreis in Berlin. Er gehört zum Wahlkreisverband Spandau und umfasst die Gebiete Wilhelmstadt nördlich, Tiefwerder, Haselhorst und Siemensstadt.

## Abgeordnetenhauswahl 2023
Bei der Wahl zum Abgeordnetenhaus von Berlin 2023 traten folgende Kandidaten an:
| Name                              | Partei           | Anteil der Erststimmen | Anteil der Zweitstimmen |
| --------------------------------- | ---------------- | ---------------------- | ----------------------- |
| Kerstin Brauner                   | CDU              | 34,4 %                 | 34,4 %                  |
| Stephan Machulik                  | SPD              | 23,9 %                 | 21,3 %                  |
| Gollaleh Ahmadi                   | Grüne            | 12,5 %                 | 12,1 %                  |
| Lukas Korus                       | AfD              | 11,1 %                 | 10,8 %                  |
| Hans-Ulrich Riedel                | Die Linke        | 05,5 %                 | 05,9 %                  |
| Sophia Reitter                    | Tierschutzpartei | 04,8 %                 | 03,7 %                  |
| Leonardo Eshraghi                 | FDP              | 04,0 %                 | 04,5 %                  |
| Rhavin Grobert                    | Die PARTEI       | 02,0 %                 | 01,5 %                  |
| Philipp Zühlke                    | dieBasis         | 01,0 %                 | 00,7 %                  |
| Bernd Hinz                        | Einzelbewerber   | 00,9 %                 | 0–                      |
| –                                 | Sonstige         | –                      | 06,1 %                  |
| Wahlberechtigte: 32.462 Einwohner |                  |                        |                         |
| Wahlbeteiligung: 53,3 %           |                  |                        |                         |

## Abgeordnetenhauswahl 2021
Bei der im Nachhinein für ungültig erklärten Wahl zum Abgeordnetenhaus von Berlin 2021 traten folgende Kandidaten an:
| Name                              | Partei           | Anteil der Erststimmen | Anteil der Zweitstimmen |
| --------------------------------- | ---------------- | ---------------------- | ----------------------- |
| Stephan Machulik                  | SPD              | 29,2 %                 | 25,2 %                  |
| Kerstin Brauner                   | CDU              | 22,3 %                 | 22,4 %                  |
| Gollaleh Ahmadi                   | Grüne            | 13,5 %                 | 13,4 %                  |
| Lukas Korus                       | AfD              | 10,2 %                 | 09,7 %                  |
| Leonardo Eshraghi                 | FDP              | 07,5 %                 | 07,5 %                  |
| Hans-Ulrich Riedel                | Die Linke        | 06,8 %                 | 07,0 %                  |
| Sophia Reitter                    | Tierschutzpartei | 05,2 %                 | 03,0 %                  |
| Rhavin Grobert                    | Die PARTEI       | 02,6 %                 | 01,9 %                  |
| Philipp Zühlke                    | dieBasis         | 01,8 %                 | 01,1 %                  |
| Bernd Hinz                        | Einzelbewerber   | 00,9 %                 | 0–                      |
| –                                 | Team Todenhöfer  | –                      | 02,2 %                  |
| –                                 | Sonstige         | –                      | 06,6 %                  |
| Wahlberechtigte: 32.292 Einwohner |                  |                        |                         |
| Wahlbeteiligung: 68,4 %           |                  |                        |                         |

## Abgeordnetenhauswahl 2016
Bei der Wahl zum Abgeordnetenhaus von Berlin 2016 traten folgende Kandidaten an:
| Name                              | Partei           | Anteil der Erststimmen | Anteil der Zweitstimmen |
| --------------------------------- | ---------------- | ---------------------- | ----------------------- |
| Daniel Buchholz                   | SPD              | 35,1 %                 | 28,5 %                  |
| Matthias Brauner                  | CDU              | 22,6 %                 | 21,3 %                  |
| Christian Müller                  | AfD              | 16,6 %                 | 16,3 %                  |
| Elmas Wieczorek                   | Grüne            | 08,3 %                 | 09,4 %                  |
| Franziska Leschewitz              | Die Linke        | 07,1 %                 | 07,6 %                  |
| Philipp Zühlke                    | Piraten          | 02,5 %                 | 01,8 %                  |
| Siegfried Gunder                  | FDP              | 06,7 %                 | 07,0 %                  |
| Alexander Elser                   | ProD             | 01,1 %                 | 00,6 %                  |
| –                                 | Tierschutzpartei | 0–                     | 02,6 %                  |
| –                                 | Die PARTEI       | 0–                     | 01,6 %                  |
| –                                 | Graue Panther    | 0–                     | 01,6 %                  |
| –                                 | Sonstige         | 0–                     | 01,7 %                  |
| Wahlberechtigte: 32.816 Einwohner |                  |                        |                         |
| Wahlbeteiligung: 61,1 %           |                  |                        |                         |

## Abgeordnetenhauswahl 2011
Bei der Wahl zum Abgeordnetenhaus von Berlin 2011 traten folgende Kandidaten an:
| Name                              | Partei           | Anteil der Erststimmen | Anteil der Zweitstimmen |
| --------------------------------- | ---------------- | ---------------------- | ----------------------- |
| Daniel Buchholz                   | SPD              | 41,8 %                 | 33,7 %                  |
| Matthias Brauner                  | CDU              | 33,2 %                 | 30,2 %                  |
| Thomas Stöber                     | Grüne            | 12,5 %                 | 12,3 %                  |
| Jens-Eberhard Jahn                | Die Linke        | 04,7 %                 | 04,0 %                  |
| Samia Burchardt                   | Pro Deutschland  | 04,7 %                 | 01,9 %                  |
| Siegfried Gunder                  | FDP              | 01,9 %                 | 01,9 %                  |
| Stefan Tischer                    | BüSo             | 01,3 %                 | 00,2 %                  |
| –                                 | Piraten          | –                      | 08,8 %                  |
| –                                 | NPD              | –                      | 02,2 %                  |
| –                                 | Tierschutzpartei | –                      | 01,9 %                  |
| –                                 | Sonstige         | –                      | 02,9 %                  |
| Wahlberechtigte: 32.290 Einwohner |                  |                        |                         |
| Wahlbeteiligung: 55,5 %           |                  |                        |                         |

## Abgeordnetenhauswahl 2006
Bei der Wahl zum Abgeordnetenhaus von Berlin 2006 traten folgende Kandidaten an:
| Name                              | Partei    | Anteil der Erststimmen |
| --------------------------------- | --------- | ---------------------- |
| Daniel Buchholz                   | SPD       | 42,0 %                 |
| Matthias Brauner                  | CDU       | 33,8 %                 |
| Helga Schaub                      | FDP       | 07,9 %                 |
| Franz Josef Bayer                 | Grüne     | 06,8 %                 |
| Dieter Miemietz                   | WASG      | 05,6 %                 |
| Andree Thiel                      | Die Linke | 03,8 %                 |
| Wahlberechtigte: 32.212 Einwohner |           |                        |
| Wahlbeteiligung: 55,5 %           |           |                        |

## Abgeordnetenhauswahl 2001
Bei der Wahl zum Abgeordnetenhaus von Berlin 2001 traten folgende Kandidaten an:
| Name                              | Partei | Anteil der Erststimmen |
| --------------------------------- | ------ | ---------------------- |
| Daniel Buchholz                   | SPD    | 42,2 %                 |
| Matthias Brauner                  | CDU    | 37,7 %                 |
| Monika Koleilat-Ertel             | FDP    | 09,6 %                 |
| Ingrid Lottenburger               | Grüne  | 04,8 %                 |
| Doris Klemm                       | PDS    | 04,2 %                 |
| Jürgen Reuß                       | ödp    | 01,5 %                 |
| Wahlberechtigte: 32.142 Einwohner |        |                        |
| Wahlbeteiligung: 67,8 %           |        |                        |

## Abgeordnetenhauswahl 1999
Bei der Wahl zum Abgeordnetenhaus von Berlin 1999 traten folgende Kandidaten an:
| Name                              | Partei      | Anteil der Erststimmen |
| --------------------------------- | ----------- | ---------------------- |
| Carsten-Michael Röding            | CDU         | 52,3 %                 |
| Daniel Buchholz                   | SPD         | 32,0 %                 |
| Ingrid Lottenburger               | Grüne       | 05,0 %                 |
| Doris Klemm                       | PDS         | 03,2 %                 |
| Peter Rieger                      | REP         | 03,1 %                 |
| Frank Flittner                    | Graue       | 02,0 %                 |
| Monika Koleilat-Ertel             | FDP         | 01,5 %                 |
| Wolfgang Werner                   | Naturgesetz | 00,7 %                 |
| Rainer Marold                     | BID         | 00,3 %                 |
| Wahlberechtigte: 32.478 Einwohner |             |                        |
| Wahlbeteiligung: 63,9 %           |             |                        |

Der Wahlkreisverband Spandau umfasste bei der Abgeordnetenhauswahl am 22. Oktober 1995 sechs Wahlkreise, seit 1999 sind es fünf. Ein direkter Vergleich ist daher nicht möglich.

## Bisherige Abgeordnete
Direkt gewählte Abgeordnete des Wahlkreises Spandau 3:
| Jahr | Name                   | Partei | Anteil der Erststimmen |
| ---- | ---------------------- | ------ | ---------------------- |
| 2023 | Kerstin Brauner        | CDU    | 34,4 %                 |
| 2021 | Stephan Machulik       | SPD    | 29,2 %                 |
| 2016 | Daniel Buchholz        | SPD    | 35,7 %                 |
| 2011 | Daniel Buchholz        | SPD    | 41,8 %                 |
| 2006 | Daniel Buchholz        | SPD    | 42,0 %                 |
| 2001 | Daniel Buchholz        | SPD    | 42,2 %                 |
| 1999 | Carsten-Michael Röding | CDU    | 52,3 %                 |